# Liste der Nummer-eins-Hits in Japan (1971)
Die Liste der japanischen Nummer-eins-Hits enthält die Daten vom 1. Januar 1971 bis zum 31. Dezember 1971. Die letzte Woche im Jahr fällt mit der ersten Woche des neuen Jahres zusammen. Angegeben sind die Verkaufszahlen der jeweiligen Nummer 1 in ihrer Woche. Alle Angaben basieren auf den offiziellen japanischen Charts von Oricon.

| ← 1970 ← | Liste der Nummer-eins-Hits in Japan | Liste der Nummer-eins-Hits in Japan | Liste der Nummer-eins-Hits in Japan | 1972 →                    |
| \| Zeitraum \| Wo. ges. \| Interpret \| Titel Autor(en) \| Zusätzliche Informationen \| \| (Zeitraum, Wochen auf Platz eins, Interpret, Titel, Autor[en], zusätzliche Informationen) \| \| \| \| \| \| ----------------------------------------------------------------------------------------- \| -------- \| ------------------------- \| -------------------------------- \| ------------------------- \| \| 9. November 1970 – 3. Januar 1971 8 Wochen \| 8 \| Yūko Nagisa \| Kyōto no Koi \| – \| \| 4. Januar 1971 – 10. Januar 1971 1 Woche \| 1 \| Salty Sugar \| Hashire Kōtarō \| – \| \| 11. Januar 1971 – 24. Januar 1971 2 Wochen \| 2 \| Mashmakhan \| As the Years Go By Billy Jackson \| – \| \| 25. Januar 1971 – 14. Februar 1971 3 Wochen \| 3 \| Shinichi Mori \| Bōkyō \| – \| \| 15. Januar 1971 – 28. Februar 1971 7 Wochen \| 7 \| Norihiko Hashida & Climax \| Hanayome \| – \| \| 1. März 1971 – 18. April 1971 7 Wochen \| 7 \| Tokiko Kato \| Shiretoko Ryojō \| – \| \| 19. April 1971 – 16. Mai 1971 4 Wochen \| 4 \| Hedva & David \| Naomi no Yume \| – \| \| 17. Mai 1971 – 19. Juli 1971 9 Wochen \| 9 \| Kiyohiko Ozaki \| Mata Au Hi Made \| – \| \| 19. Juli 1971 – 25. Juli 1971 1 Woche \| 1 \| Hiroshi Itsuki \| Yokohama Tasogare \| – \| \| 26. Juli 1971 – 17. Oktober 1971 12 Wochen \| 12 \| Rumiko Koyanagi \| Watashi no Jōkamachi \| – \| \| 18. Oktober 1971 – 7. November 1971 3 Wochen \| 3 \| Masayuki Yuhara \| Ame no Ballad \| – \| \| 8. November 1971 – 9. Januar 1972 9 Wochen \| 9 \| Ouyang Fei Fei \| Ame no Midōsuji \| – \| |                                     |                                     |                                     |                           |
| ← 1970 |                                     |                                     |                                     | → 1972 →                  |
| Zeitraum | Wo. ges.                            | Interpret                           | Titel Autor(en)                     | Zusätzliche Informationen |
| (Zeitraum, Wochen auf Platz eins, Interpret, Titel, Autor[en], zusätzliche Informationen) |                                     |                                     |                                     |                           |
| 9. November 1970 – 3. Januar 1971 8 Wochen | 8                                   | Yūko Nagisa                         | Kyōto no Koi                        | –                         |
| 4. Januar 1971 – 10. Januar 1971 1 Woche | 1                                   | Salty Sugar                         | Hashire Kōtarō                      | –                         |
| 11. Januar 1971 – 24. Januar 1971 2 Wochen | 2                                   | Mashmakhan                          | As the Years Go By Billy Jackson    | –                         |
| 25. Januar 1971 – 14. Februar 1971 3 Wochen | 3                                   | Shinichi Mori                       | Bōkyō                               | –                         |
| 15. Januar 1971 – 28. Februar 1971 7 Wochen | 7                                   | Norihiko Hashida & Climax           | Hanayome                            | –                         |
| 1. März 1971 – 18. April 1971 7 Wochen | 7                                   | Tokiko Kato                         | Shiretoko Ryojō                     | –                         |
| 19. April 1971 – 16. Mai 1971 4 Wochen | 4                                   | Hedva & David                       | Naomi no Yume                       | –                         |
| 17. Mai 1971 – 19. Juli 1971 9 Wochen | 9                                   | Kiyohiko Ozaki                      | Mata Au Hi Made                     | –                         |
| 19. Juli 1971 – 25. Juli 1971 1 Woche | 1                                   | Hiroshi Itsuki                      | Yokohama Tasogare                   | –                         |
| 26. Juli 1971 – 17. Oktober 1971 12 Wochen | 12                                  | Rumiko Koyanagi                     | Watashi no Jōkamachi                | –                         |
| 18. Oktober 1971 – 7. November 1971 3 Wochen | 3                                   | Masayuki Yuhara                     | Ame no Ballad                       | –                         |
| 8. November 1971 – 9. Januar 1972 9 Wochen | 9                                   | Ouyang Fei Fei                      | Ame no Midōsuji                     | –                         |